# Eliminatoria al Campeonato Juvenil de la AFC 1998
La Eliminatoria al Campeonato Juvenil de la AFC 1998 fue la fase previa que tuvieron que disputar los equipos juveniles de Asia para acceder a la fase final del torneo a realizarse en Tailandia, el cual otorgaba 4 plazas para la Copa Mundial de Fútbol Sub-20 de 1999 a celebrarse en Nigeria.
Las selecciones fueron divididas en 9 grupos eliminatorios, en donde el ganador de cada grupo clasificaba a la fase final junto al anfitrión Tailandia.

## Grupo 1
Kuwait eliminó a Siria Omán y Jordania, pero se desconocen los marcadores.

## Grupo 2
Catar eliminó a Emiratos Árabes Unidos, Yemen y Afganistán, pero se desconocen los resultados.

## Grupo 3
Arabia Saudita eliminó a Irán, Líbano y Baréin, pero se desconocen los marcadores.

## Grupo 4
| País            | J | G | E | P | GF | GC | Pts |
| --------------- | - | - | - | - | -- | -- | --- |
| Irak            | 4 | 3 | 1 | 0 | 13 | 0  | 10  |
| Corea del Norte | 4 | 2 | 2 | 0 | 14 | 3  | 8   |
| Uzbekistán      | 4 | 1 | 2 | 1 | 9  | 5  | 5   |
| Turkmenistán    | 4 | 1 | 1 | 2 | 4  | 10 | 4   |
| Nepal           | 4 | 0 | 0 | 4 | 0  | 22 | 0   |

| Equipo 1        | Resultado | Equipo 2        |
| --------------- | --------- | --------------- |
| Irak            | 0-0       | Corea del Norte |
| Turkmenistán    | 1-1       | Uzbekistán      |
| Nepal           | 0-2       | Turkmenistán    |
| Corea del Norte | 1-1       | Uzbekistán      |
| Nepal           | 0-6       | Corea del Norte |
| Uzbekistán      | 0-3       | Irak            |
| Irak            | 3-0       | Turkmenistán    |
| Uzbekistán      | 7-0       | Nepal           |
| Corea del Norte | 6-1       | Turkmenistán    |
| Nepal           | 0-7       | Irak            |

## Grupo 5
Kazajistán eliminó a Bangladés, Sri Lanka y Tayikistán en el grupo disputado en Kandy, Kazajistán; pero se desconocen los resultados.

## Grupo 6
Se jugó en Bangalore, India.
| País       | J | G | E | P | GF | GC | Pts |
| ---------- | - | - | - | - | -- | -- | --- |
| India      | 4 | 4 | 0 | 0 | 13 | 1  | 12  |
| Kirguistán | 4 | 3 | 0 | 1 | 11 | 4  | 9   |
| Pakistán   | 4 | 2 | 0 | 2 | 6  | 5  | 6   |
| Maldivas   | 4 | 0 | 1 | 3 | 3  | 9  | 1   |
| Bután      | 4 | 0 | 1 | 3 | 3  | 17 | 1   |

| Equipo 1   | Resultado | Equipo 2   |
| ---------- | --------- | ---------- |
| India      | 1-0       | Maldivas   |
| Kirguistán | 5-0       | Bután      |
| India      | 3-0       | Kirguistán |
| Maldivas   | 1-2       | Pakistán   |
| Kirguistán | 4-0       | Maldivas   |
| Pakistán   | 3-0       | Bután      |
| India      | 2-0       | Pakistán   |
| Bután      | 2-2       | Maldivas   |
| Pakistán   | 1-2       | Kirguistán |
| Bután      | 1-7       | India      |

## Grupo 7
Los partidos se jugaron en Johor Bahru, Malasia.
| País     | J | G | E | P | GF | GC | Pts |
| -------- | - | - | - | - | -- | -- | --- |
| China    | 3 | 3 | 0 | 0 | 13 | 0  | 9   |
| Malasia  | 3 | 2 | 0 | 1 | 6  | 3  | 6   |
| Laos     | 3 | 1 | 0 | 2 | 3  | 10 | 3   |
| Singapur | 3 | 0 | 0 | 3 | 1  | 10 | 0   |

| Equipo 1 | Resultado | Equipo 2 |
| -------- | --------- | -------- |
| China    | 5-0       | Singapur |
| Malasia  | 4-0       | Laos     |
| Laos     | 0-5       | China    |
| Singapur | 0-2       | Malasia  |
| Laos     | 3-1       | Singapur |
| Malasia  | 0-3       | China    |

## Grupo 8
Corea del Sur eliminó a Filipinas, China Taipéi y Indonesia en el grupo disputado en Bacolod, Filipinas; pero se desconocen los resultados.

## Grupo 9
Japón eliminó a Guam, Vietnam y Macau, pero se desconocen los marcadores.

## Clasificados al Campeonato Juvenil de la AFC
| - Kuwait - Catar - Arabia Saudita | - Irak - Kazajistán - India | - China - Corea del Sur - Japón |